# 마쓰다이라 모토치카

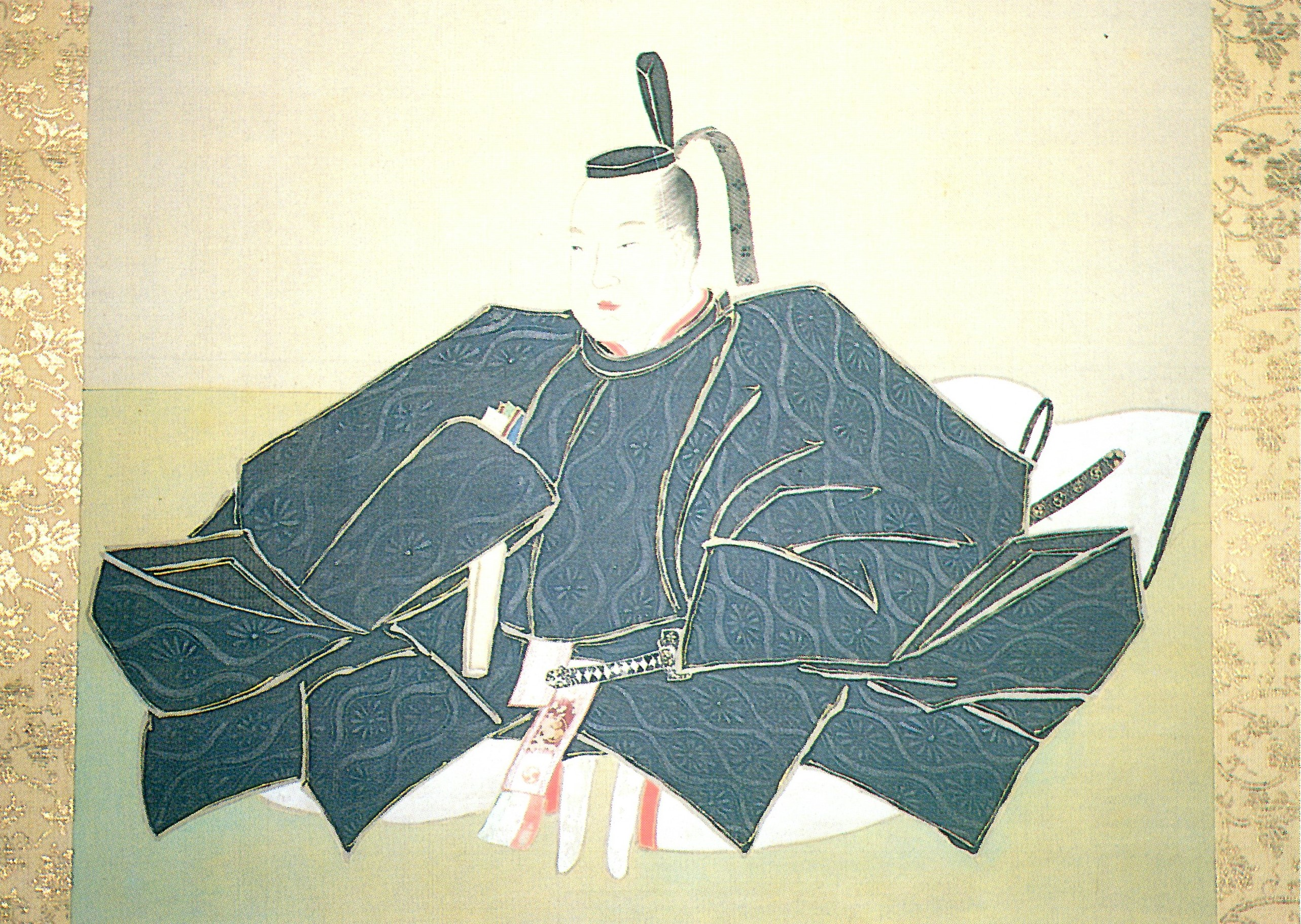
마쓰다이라 모토치카

마쓰다이라 모토치카(일본어: 松平基知, 엔포 7년 음력 7월 28일(1679년 9월 3일) ~ 교호 14년 8월 14일(1729년 9월 6일))는 에도 시대의 다이묘로, 시라카와번의 2대 번주이다.
초대 번주인 마쓰다이라 나오노리의 둘째 아들로 태어났다. 1695년에 아버지 나오노리가 사망하면서 번주직을 계승하였다. 이때 동생인 지카키요에게 영지 1만 석을 분할해 주어 시라카와 신덴번을 세우게 했다. 겐로쿠 문화의 유행에 따라 소비가 증대되면서 번 재정이 궁핍해졌고, 농촌이 황폐해짐에 따라 개혁을 추진하였으나, 번찰을 발행하여 거꾸로 물가 비등을 초래했고, 개혁을 둘러싼 가신단의 분쟁을 제어하지 못하는 등 무능한 모습을 보였다. 결국 1719년에 대형 주민 봉기가 일어났다. 게다가 막부로부터 토목공사 명령을 받아 재정은 날로 악화되었다. 1729년, 51세의 나이로 에도에서 사망하였고, 그 뒤를 양자인 마쓰다이라 아키노리가 이었다.
| 전임 마쓰다이라 나오노리 | 제3대 에치젠 마쓰다이라 가문 나오모토파 당주 1695년 ~ 1729년 | 후임 마쓰다이라 아키노리 |

| 전임 마쓰다이라 나오노리 | 제2대 시라카와번 번주 (에치젠 마쓰다이라가) 1695년 ~ 1729년 | 후임 마쓰다이라 아키노리 |